# テヤテヤネング
テヤテヤネング（Teyateyaneng）は、レソトの都市。人口75,115人（2005年）。首都マセルに次ぐレソト第2の都市である。
レソト北西部に位置し、ベレア県の県都である。テヤテヤネングとはソト語で「早い砂の土地」を意味する。テヤテヤネングは首都マセルから北に40km、南アフリカとの国境に沿って伸びる国道北1号沿いに位置する。街は標高1600mの高原上にある。テヤテヤネングは1886年にMasupha首長によってベレア地方の首府として建設された。テヤテヤネングにはじゅうたん製造業といった幾つかの小規模企業が立地している。